# NGC 5206
NGC 5206 est une galaxie lenticulaire située dans la constellation du Centaure. Sa vitesse par rapport au fond diffus cosmologique est de 805 ± 19 km/s, ce qui correspond à une distance de Hubble de 11,89 ± 0,88 Mpc (∼38,8 millions d'al). NGC 5206 a été découverte par l'astronome britannique John Herschel  en 1834.

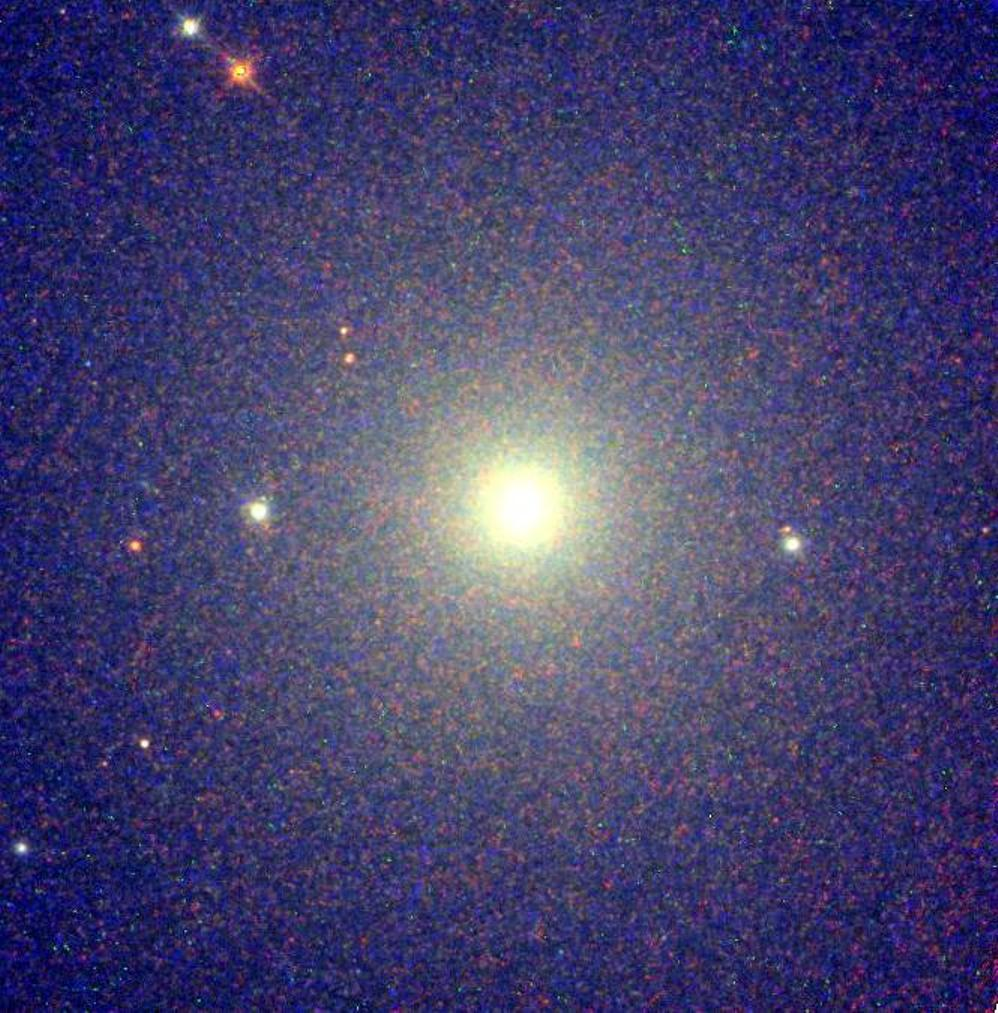
NGC 5206 par le télescope spatial Hubble.

## Distance de NGC 5206
À ce jour, trois mesures non basées sur le décalage vers le rouge (redshift) donnent une distance de 3,000 ± 0,364 Mpc (∼9,78 millions d'al). Cette distance est sans doute plus près de la réalité que la distance de Hubble. Les galaxies du  groupe de Centaurus A sont rapprochées du Groupe local et on ne peut utiliser la loi de Hubble-Lemaître pour déterminer leur distance. On obtient d'ailleurs des distances de Hubble pour toutes les galaxies de ce groupe plus grandes que les distances obtenues par des méthodes indépendantes du décalage, en moyenne, presque trois fois plus grandes. Ces galaxies s'éloignent donc de la Voie lactée et leur vitesse propre s'ajoute à la vitesse de récession causée par l'expansion de l'Univers.

## Groupe de Centaurus A
Selon A. M. Garcia, NGC 5206 fait partie du Groupe de Centaurus A (NGC 5128 dans l'article de Garcia). Ce groupe de galaxies compte au moins 8 membres. Les autres membres du groupe sont NGC 4945, NGC 5128, NGC 5237, NGC 5408, ESO 270-17, ESO 324-24 et ESO 325-11.